# .sr
.sr은 수리남의 인터넷 국가 코드 최상위 도메인이다. 최상위 도메인은 지역 텔레콤 회사 텔서가 스폰서하지만 외국 등록자를 위한 등록 서비스는 텔서의 상급인 닷SR사가 운영한다.